# Анастасия Ингилизова
Анастасия Ингилизова е българска актриса.

## Биография
Родена е на 7 октомври 1975 година в София. В семейството си е единствено дете. В периода 1993-1997 година учи актьорско майсторство в НАТФИЗ при Крикор Азарян, Тодор Колев и Николай Поляков. В различни периоди играе на сцените на „Сатиричния театър”, „Ла Страда” и Театър 199, а към 2011 година е в трупата на Театър „Българска армия“. Има дете от актьора Деян Донков, което е наречено на баща си.
През 2013 получава наградата „Икар“ на Съюза на артистите в България „за поддържаща женска роля“: за (Перонела) в „Декамерон“ по Джовани Бокачо, реж. Диана Добрева, Театър „Българска армия“.

## Филмография
- Като за последно (2020) - Ралица
- Летовници (2016) – медицинска сестра
- Дървото на живота (2013) – Евдокия Хаджиконстантинова
- Църква за вълци (2004) – Венета
- Най-важните неща (2-сер. тв,  2001) – Ганка
- Octopus 2: River of Fear (2001)- привлекателна жена
- Octopus (2000) – сервитьорка
- Дунав мост (7-сер. тв, 1999) – Павлина, бивша проститутка
- Магьосници (1999), 4 серии – Хубавата
- Диада (филм) (2023) – майката на Дида